# Potres na Kreti (365)
Potres na Kreti leta 365 se je zgodil približno ob sončnem vzhodu 21. julija 365 v vzhodnem Sredozemlju z domnevnim epicentrom blizu Krete. Geologi danes ocenjujejo, da je bil podmorski potres magnitude 8,5 ali več. Povzročil je obsežno uničenje v osrednji in južni škofiji Makedoniji (sodobna Grčija), Afriki Proconsularis (severni Libiji), Egiptu, Cipru, Siciliji, in Hispaniji (današnja Španija). Na Kreti so bila uničena skoraj vsa mesta.
Potresu je sledil cunami, ki je uničil južno in vzhodno obalo Sredozemlja, zlasti Libijo, Aleksandrijo in delto Nila, pri čemer je umrlo na tisoče in vrglo ladje tudi po 3 km v notranjost. Potres se je vtisnil globoko v spomin v poznoantičnem svetu in številni pisci tistega časa so ta dogodek omenjali v svojih delih.

## Arheologija
Arheološke dokaze o posebno uničujočem učinku potresa leta 365 zagotavlja pregled izkopavanj, ki dokumentirajo uničenje večine poznoantičnih mest in mest v vzhodnem in južnem Sredozemlju okoli leta 365.

## Cunami
Rimski zgodovinar Amijan Marcelin je podrobno opisal cunami, ki je prizadel Aleksandrijo in druge kraje v zgodnjih urah 21. julija 365. Njegova pripoved je še posebej omembe vredna, ker jasno razlikuje tri glavne faze cunamija, in sicer začetni potres, nenaden umik morja in posledično velikanski val, ki se vali v notranjost:
Cunami leta 365 je bil tako uničujoč, da so obletnico katastrofe ob koncu šestega stoletja v Aleksandriji še vedno vsako leto obeležili kot »dan groze«.

## Galerija
Učinki potresa, vidni v starodavnih ostankih:
- Dvignjena plaža 2 km zahodno od Paleohore (Kreta), ki prikazuje  zarezood valov in morske jame, ki so se med potresom dvignile za približno 9 m
- Dvig morja do bližine kopališč pri Sabrathi (Libija)
- Potopljeno pristanišče pri Apoloniji (Libija)
- Dvignjeno pristanišče v  Phalasarni (Kreta)